# Dimitrij Rupel
Pour les articles homonymes, voir Rupel (homonymie).
Dimitrij Rupel, né le 7 avril 1946 à Ljubljana, est un homme politique slovène.

## Biographie
Il a été jusqu'en 2004 l'un des 105 membres de la Convention sur l'avenir de l'Europe chargée de rédiger le Traité établissant une Constitution pour l'Europe, représentant le gouvernement slovène.
Il a été ministre des Affaires étrangères jusqu'en juin 2004 et est considéré comme ayant inventé la politique étrangère slovène. Il a publié son programme avant même que l’État slovène n’existe réellement et obtenu sa reconnaissance internationale. La suite de son action a été ensuite beaucoup plus mitigée, notamment en remettant en question les résultats des négociations entre la Croatie et la Slovénie, après un arbitrage international.
En tant qu'ambassadeur aux États-Unis, en 1997, il a déclaré : « La société américaine est celle qui sait le mieux produire et résoudre les problèmes. Elle s’occupe constamment de régler des crises et elle a inventé la gestion de crise ».
Après avoir fait partie des fondateurs de Demos, il est actuellement un dirigeant de Liberalna demokracija Slovenije (LDS, Démocratie libérale de Slovénie).
Du 1er janvier 2008 au 1er juillet 2008 Dimitrij Rupel préside le Conseil de l'Union européenne.